# Tom Lavery

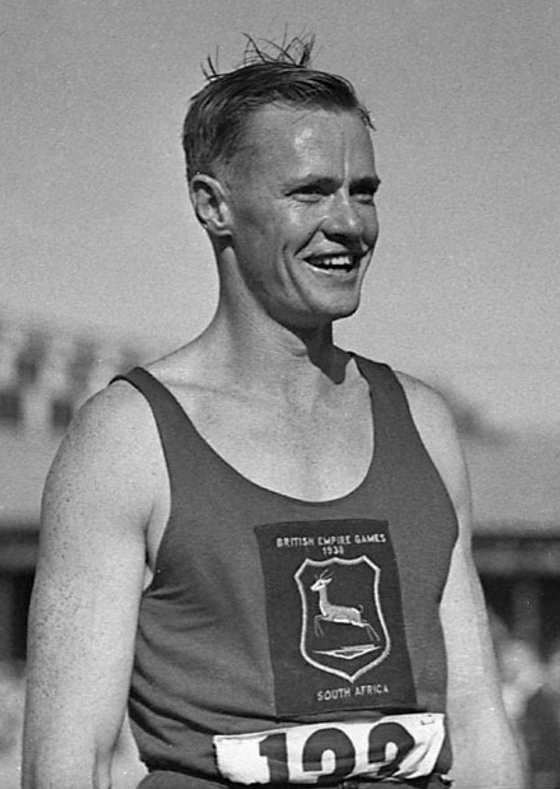
Tom Lavery, British Empire Games 1938

Tom Lavery (eigentlich Thomas Patrick Lavery; * 18. Dezember 1911; † 7. Februar 1987 in Germiston) war ein südafrikanischer Hürdenläufer und Sprinter.
Bei den Olympischen Spielen 1936 in Berlin erreichte er über 110 m Hürden das Halbfinale und schied mit der südafrikanischen Mannschaft im Vorlauf der 4-mal-100-Meter-Staffel aus.
1938 siegte er bei den British Empire Games in Sydney mit seiner persönlichen Bestzeit von 14,0 s über 120 Yards Hürden und wurde Vierter über 100 Yards. bei den British Empire Games 1950 in Auckland gewann er über 120 Yards Hürden Bronze.